# BHStB IIIc5 701–721
Die Reihe IIIc5 701–721 waren Stütztenderlokomotiven mit drei Kuppelachsen für Adhäsions- und Zahnradantrieb in Bosnischer Spurweite, beschafft von den Bosnisch-Herzegowinischen Staatsbahnen (BHStB). Ihre Nachfolgerinnen, die Bosnisch-Herzegowinischen Landesbahnen (BHLB) und die Eisenbahnen des Königreichs Serbien, Kroatien und Slowenien (SHS) stellten weitere 17 Maschinen der Baureihe in Dienst. Bei den Jugoslawischen Eisenbahnen (JDŽ, später JŽ) wurde die Serie als Baureihe 97 bezeichnet.
Sie ist mit 38 Exemplaren eine der in größter Stückzahl gebauten Zahnradlokomotiven der Welt, die italienische Klasse R.370 wurde mit 48 Stück aber noch zahlreicher gebaut.

## Geschichte
1891 nahm die Bosnisch-Herzegowinische Staatsbahn (BHStB) mit der Narentabahn über den Ivanpass ihre erste Zahnradbahn in Betrieb. Die Zugförderung auf der Zahnradstrecke übernahmen acht Lokomotiven der Baureihe IIIb4, die auf 60 ‰ Steigung eine Anhängelast von 60 Tonnen befördern konnten. Weil die BHStB anlässlich der Inbetriebnahme der Strecke von Travnik über den Komarpass nach Donji Vakuf im Jahr 1894 weitere Zahnradlokomotiven benötigte, wurden die IIIb4 zur leistungsstärkeren Reihe IIIc5 mit vergrößertem Kessel und zweiachsigem Stütztender weiterentwickelt. Die Nassdampflokomotiven wurden ebenfalls von der Wiener Lokomotivfabrik Floridsdorf geliefert, welche die Lizenz des Zahnradbahn-Systems Abt für das Gebiet der damaligen Österreichisch-Ungarischen Monarchie besaß.
Die Maschinen konnten auf einer Steigung von 60 ‰ eine Anhängelast von 80 bis 90 Tonnen bei 8 bis 9 km/h befördern und entwickelten dabei eine Leistung von mehr als 300 PS. Züge mit bis zu 240 Tonnen Wagengewicht wurden mit einer Zuglokomotive und zwei Schiebelokomotiven befördert. Die älteren Lokomotiven der Reihe IIIb4 wurden an die Zahnradbahn über den Komarpass abgegeben. Da sich die 1906 gelieferten Malletlokomotiven IIIc5 751–752 nicht bewährten und auch keine nutzbare Mehrleistung brachten, wurden von 1908 bis 1919 weitere 21 Lokomotiven der Reihe IIIc5 701–721 geliefert.
Bei den Jugoslawischen Eisenbahnen (JDŽ, später JŽ) erhielten die Stütztenderlokomotiven die Nummern 97-001 bis 97-038. Sie führten bis zur Umspurung der Strecke Sarajevo–Ploče im Jahr 1966 und der Betriebseinstellung über dem Komarpass 1975 die Hauptlast des Verkehrs der beiden Zahnradbahnen, lediglich die Dieseltriebwagen der Reihen 488 (später 801) und 802 verkehrten ohne Unterstützung über die Zahnstangenabschnitte. In den letzten Betriebsjahren am Komarpass kamen dort auch die Diesellokomotiven der Reihe 740 unterstützend zum Einsatz.

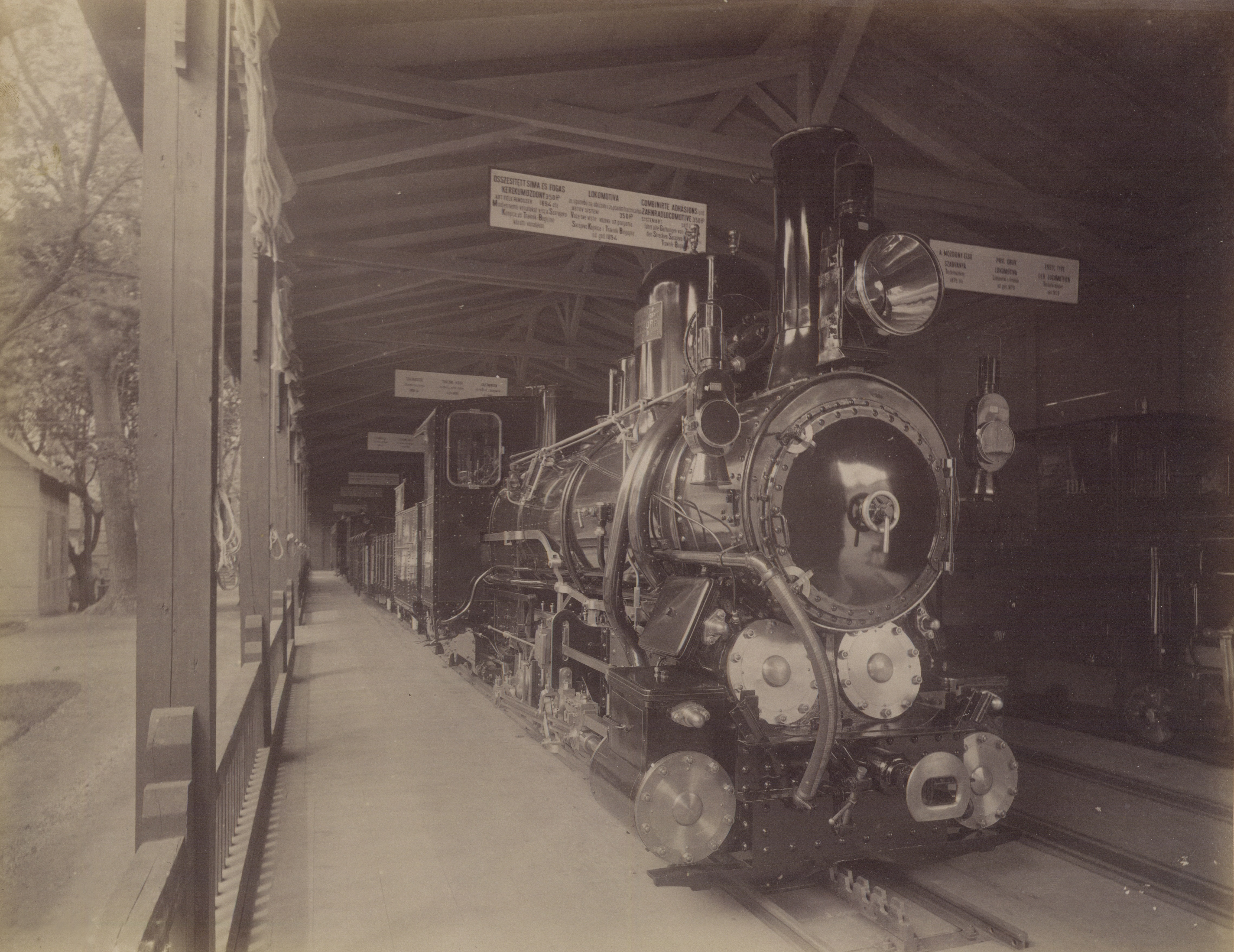
Lok Nr. 705 auf der Budapester Millenniumsausstellung 1896

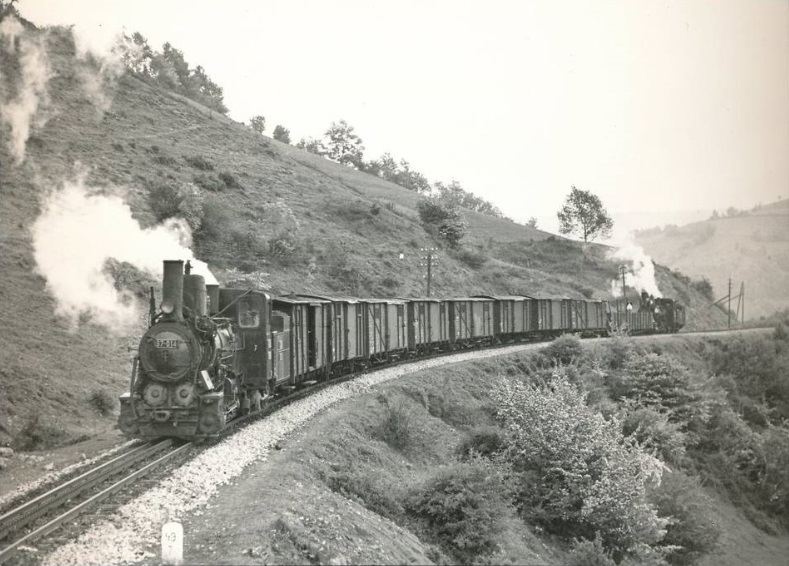
Güterzug am Komarpass mit der JŽ 97-014 und Schiebelokomotive

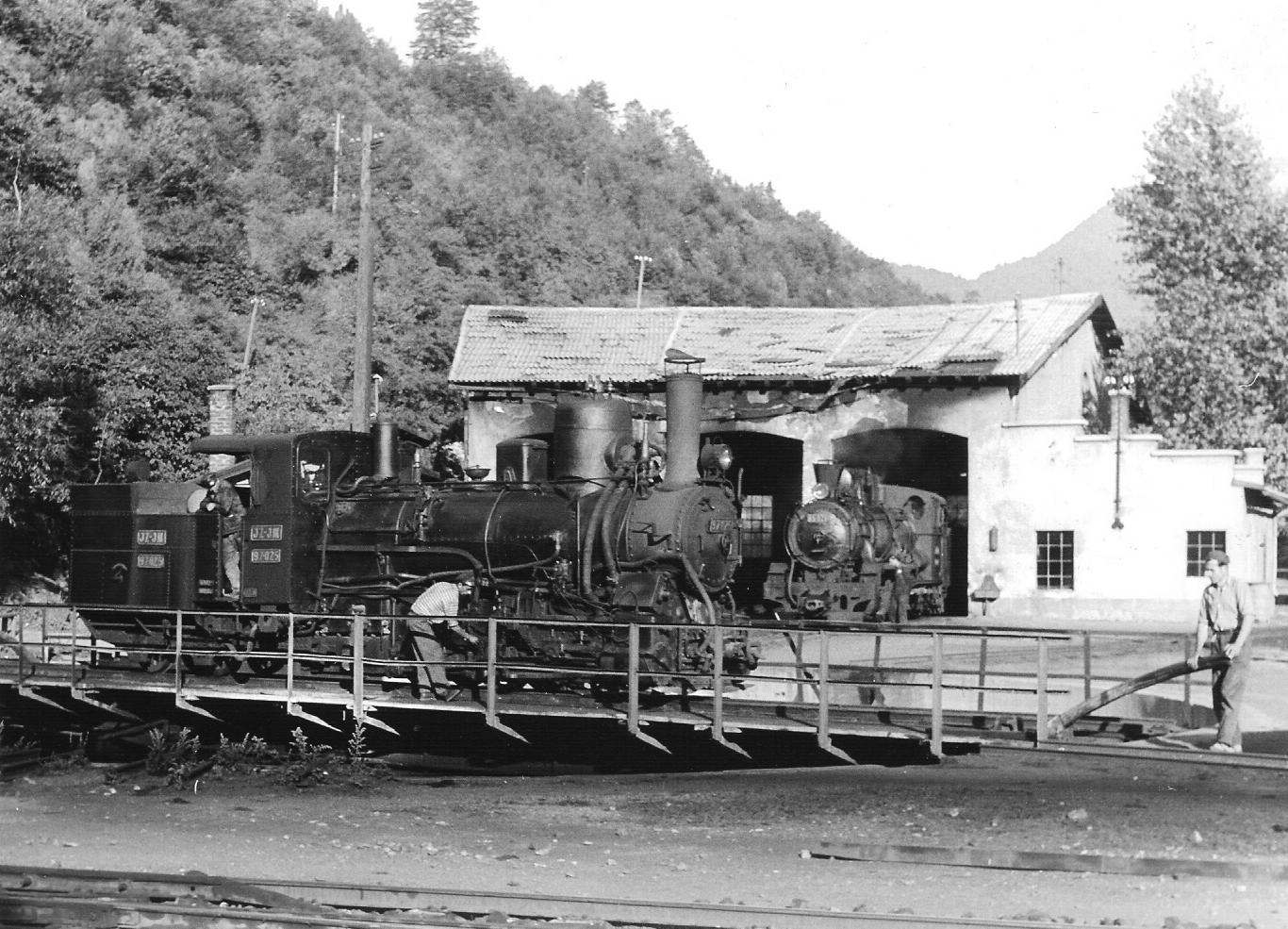
Lokomotive JŽ 97-025 beim Wenden auf der Drehscheibe in Bradina

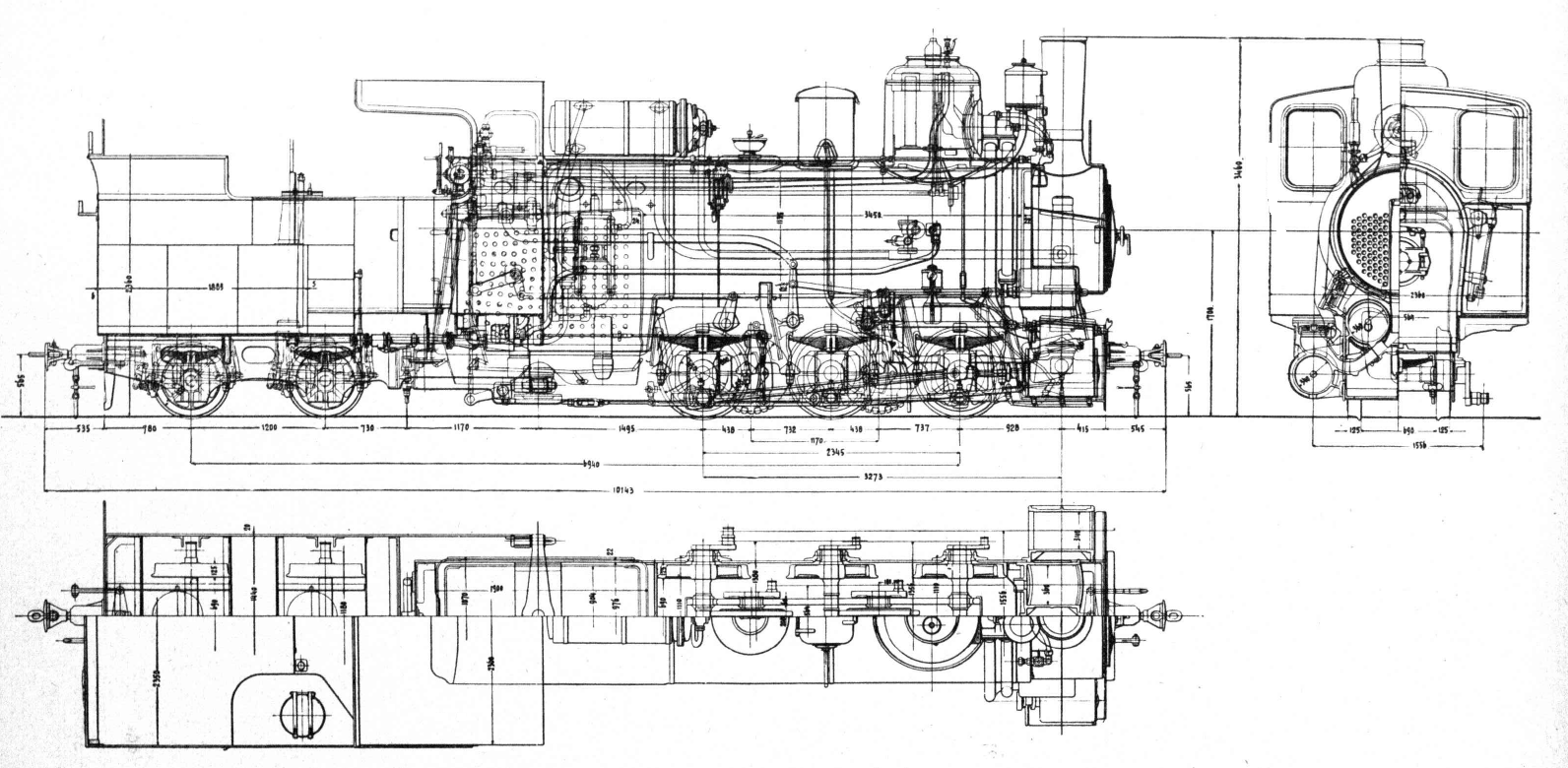
Typenskizze

## Technische Merkmale
Die Reihe IIIc5 ist als Weiterentwicklung der IIIb4 konstruktiv stark an ihre Vorgängerin angelehnt, der Kessel und das Zahnradtriebwerk wurden zur Leistungssteigerung um etwa 50 bis 80 PS aber entsprechend vergrößert und verstärkt. Durch die Verlagerung der größeren Wasservorräte auf den nun zweiachsigen Stütztender erhöhte sich das Gewicht der eigentlichen Lokomotive aber nur wenig.
Die schmale Bosnische Spurweite machte bei beiden Typen die Verwendung eines Außenrahmens notwendig, in dem die drei gekuppelten Treibachsen gelagert sind. Wie bei den von der Lokomotivfabrik Floridsdorf stammenden Zahnradlokomotiven üblich, ist der Zahnradantrieb als Innentriebwerk innerhalb des Lokomotivrahmens ausgebildet. Sowohl die außenliegende Steuerung für den Adhäsionsantrieb als auch diejenige für den Zahnradantrieb waren nach dem System Joy ausgeführt.

### Bremsen
Für eine gefahrlose Talfahrt stehen fünf voneinander unabhängige Bremssysteme zur Verfügung:
- Eine auf die zweite und dritte Adhäsionssachse wirkende mechanische Bremse, die mit Handkurbel und Spindel im Führerstand angezogen wird
- Auf die Zahnradachsen wirkende Bandbremsen, die auch mit Handkurbel und Spindel vom Führerstand aus bedient werden
- Die Gegendruckbremse des Adhäsionstriebwerks
- Die Gegendruckbremse der Zahnradantriebs, die zusammen mit der Gegendruckbremse des Adhäsionsantriebs als verschleißfreie Betriebsbremse dient
- Die auf den Stütztender und die angehängten Wagen wirkende Vakuumbremse

### Optimierung
Die vielen weiteren Baulose erhielten zahlreiche kleine Abänderungen und Verbesserungen:
- Der Zahnradrahmen wurde durch höhere Barren verstärkt
- Von der zweiten Lieferung an wurde die Rostfläche auf 1,58 m² verringert
- Ab der dritten Teilserie wurde die Kühlwassermenge der Gegendruckbremsen von 0,4 auf 0,55 m³ erhöht
- Die letzte Lieferung erhielt Abdampfvorwärmer Bauart Knorr
- Einige Lokomotiven hatten zeitweise eine Blauölfeuerung System Holden, um die Luftverhältnisse in den Tunnels zu verbessern

Durch die Änderungen veränderte sich auch das Leergewicht, bei den ersten Lokomotiven betrug es noch 27,2 Tonnen, bei der letzten Teilserie dann 29,09 Tonnen.
Die folgenden Bilder illustrieren die Konstruktion der Baureihe IIIc5 701–721:

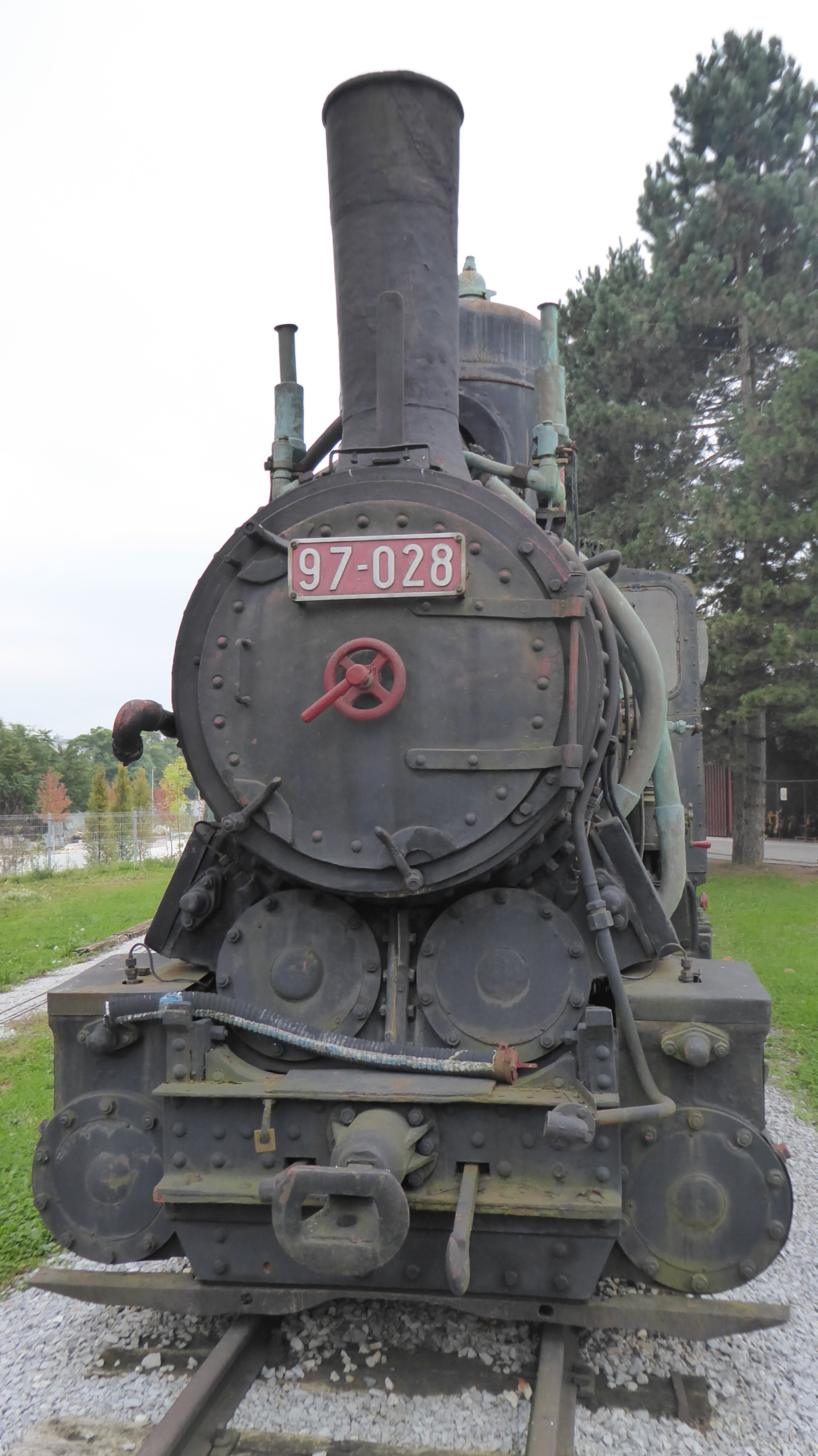
In der Frontansicht sind unten die beiden Außenzylinder für den Adhäsionsantrieb mit aufliegenden Schieberkästen gut sichtbar. Die Innenzylinder für den Zahnradantrieb befinden sich etwas weiter oben, deren Schieberkästen sind schräg angeordnet.
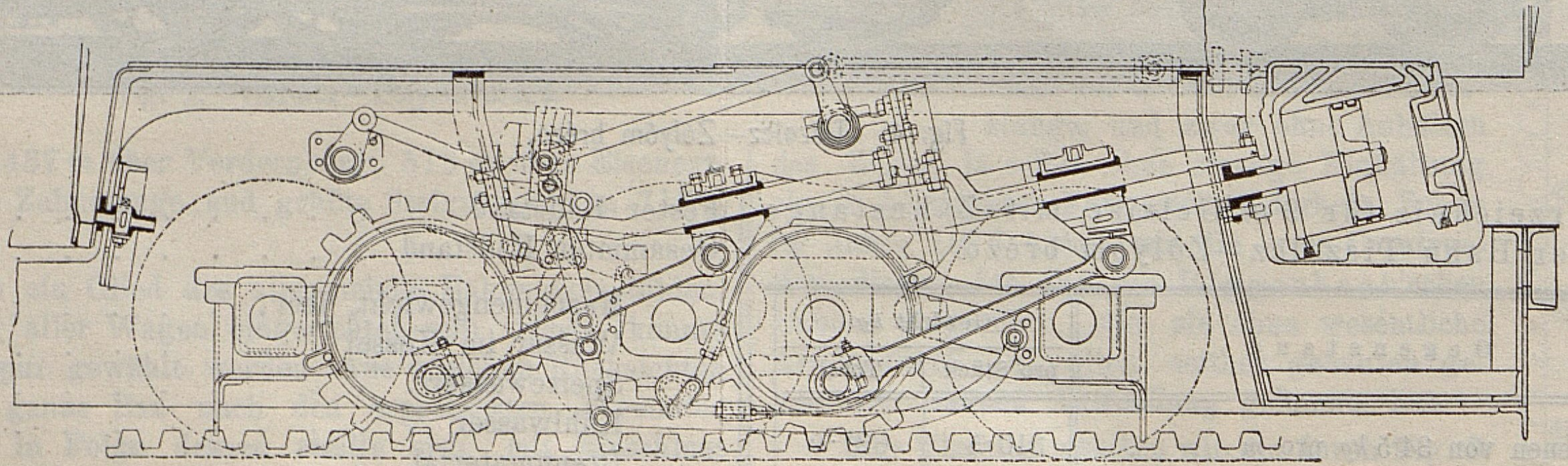
Plan des Zahnradantriebs, der sich innerhalb des Lokomotivrahmens befindet. Die zwei Innenzylinder treiben mit einfacher Dampfdehnung über vier Kreuzköpfe, Treibstangen und Hallsche Kurbeln die beiden Triebzahnräder an.
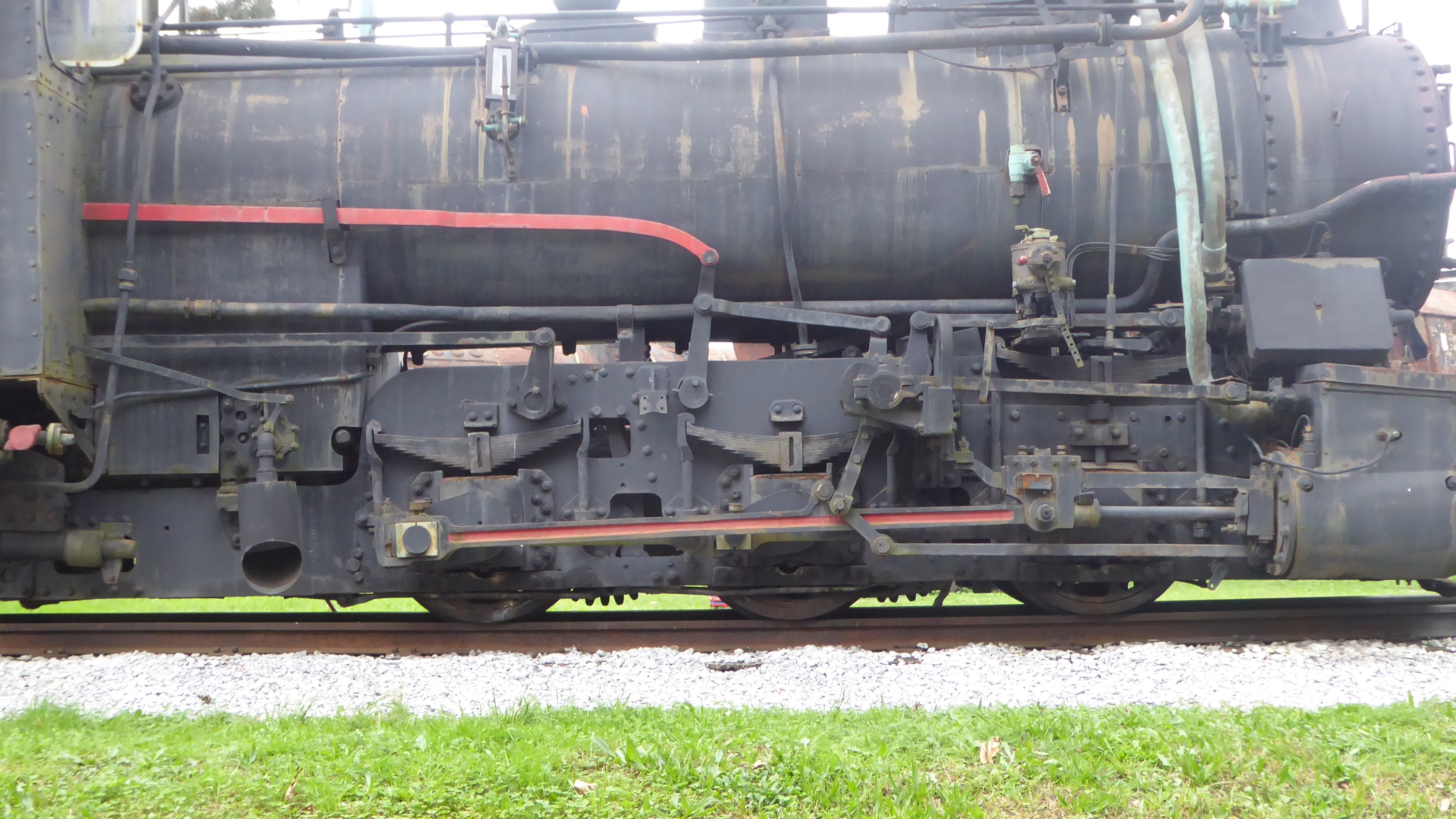
Die Außenzylinder mit ebenfalls einfacher Dampfdehnung treiben die dritte Adhäsionsachse an, welche mit der ersten und zweiten Kuppelachse durch Kuppelstangen und Hallsche Kurbeln verbunden ist.
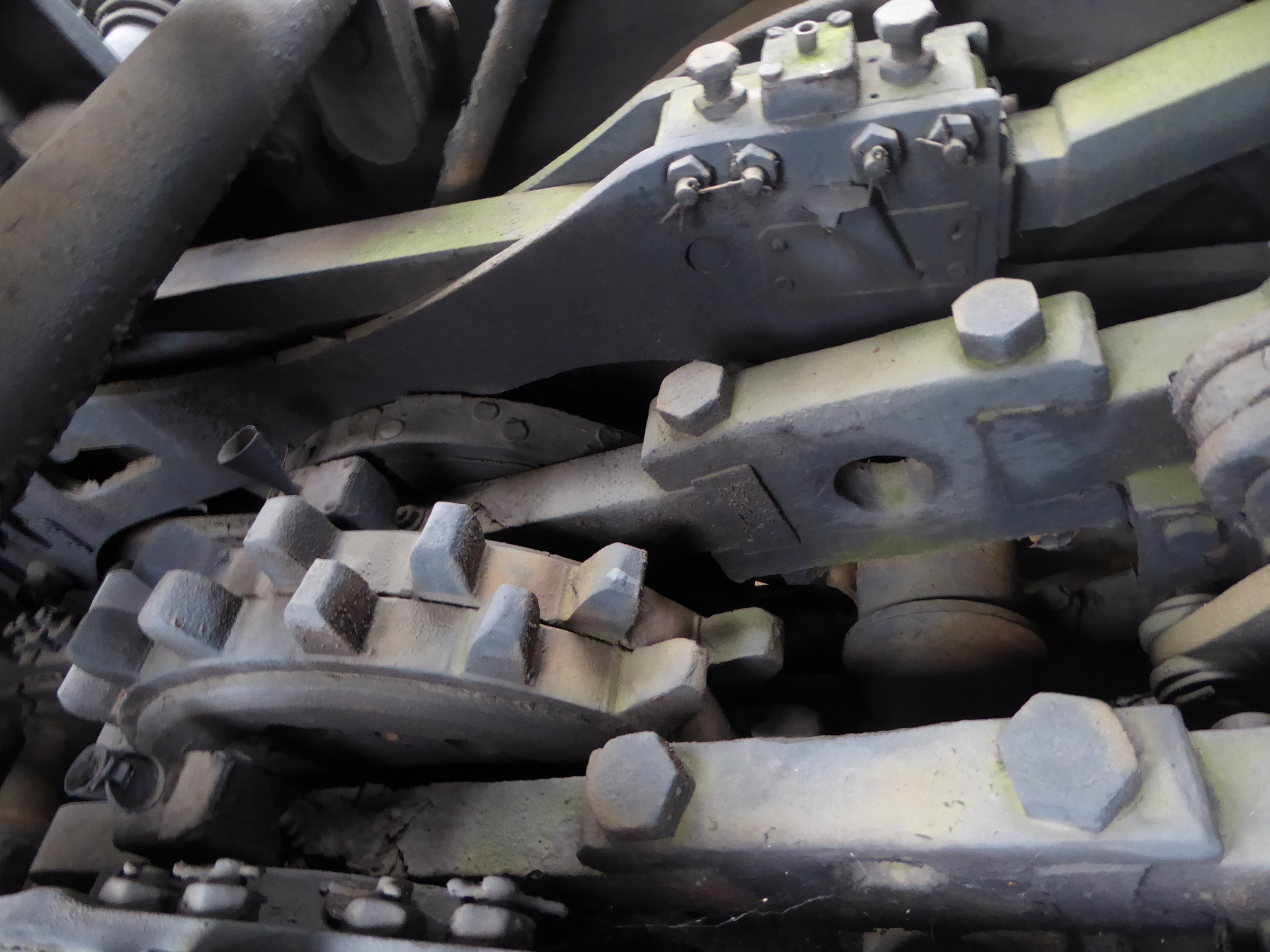
Einer der Kreuzköpfe des Innentriebwerks (im Bildhintergrund) treibt über eine Treibstange das zweite nicht sichtbare Triebzahnrad an. Vorne und mittig die beiden Rahmenwangen des sogenannten Zahnradwagens.
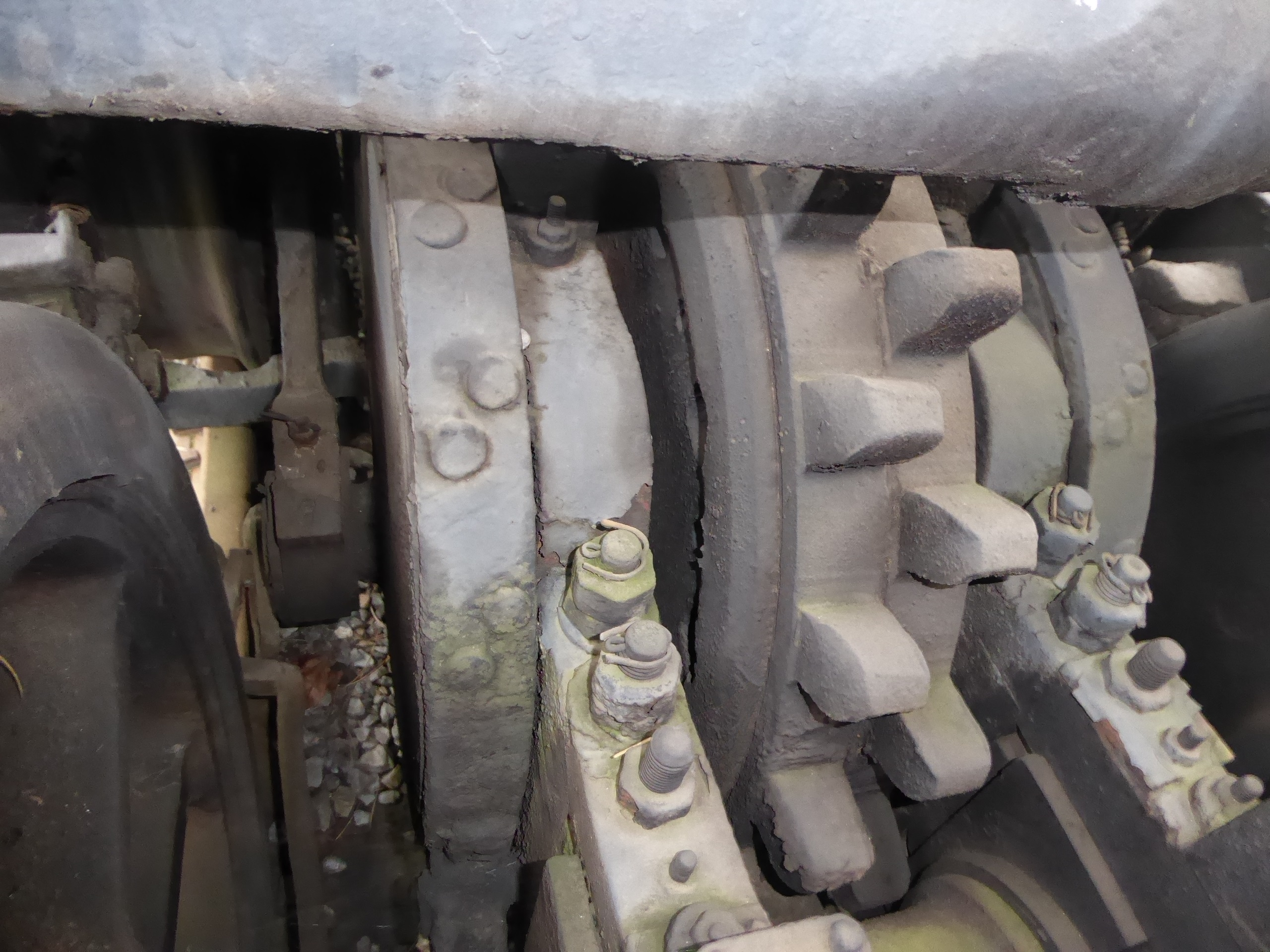
Hintere Zahnradachse mit linker Bandbremse, linker Rahmenwange, zweilamelligem Triebzahnrad System Abt, rechter Rahmenwange und rechter Bandbremse.
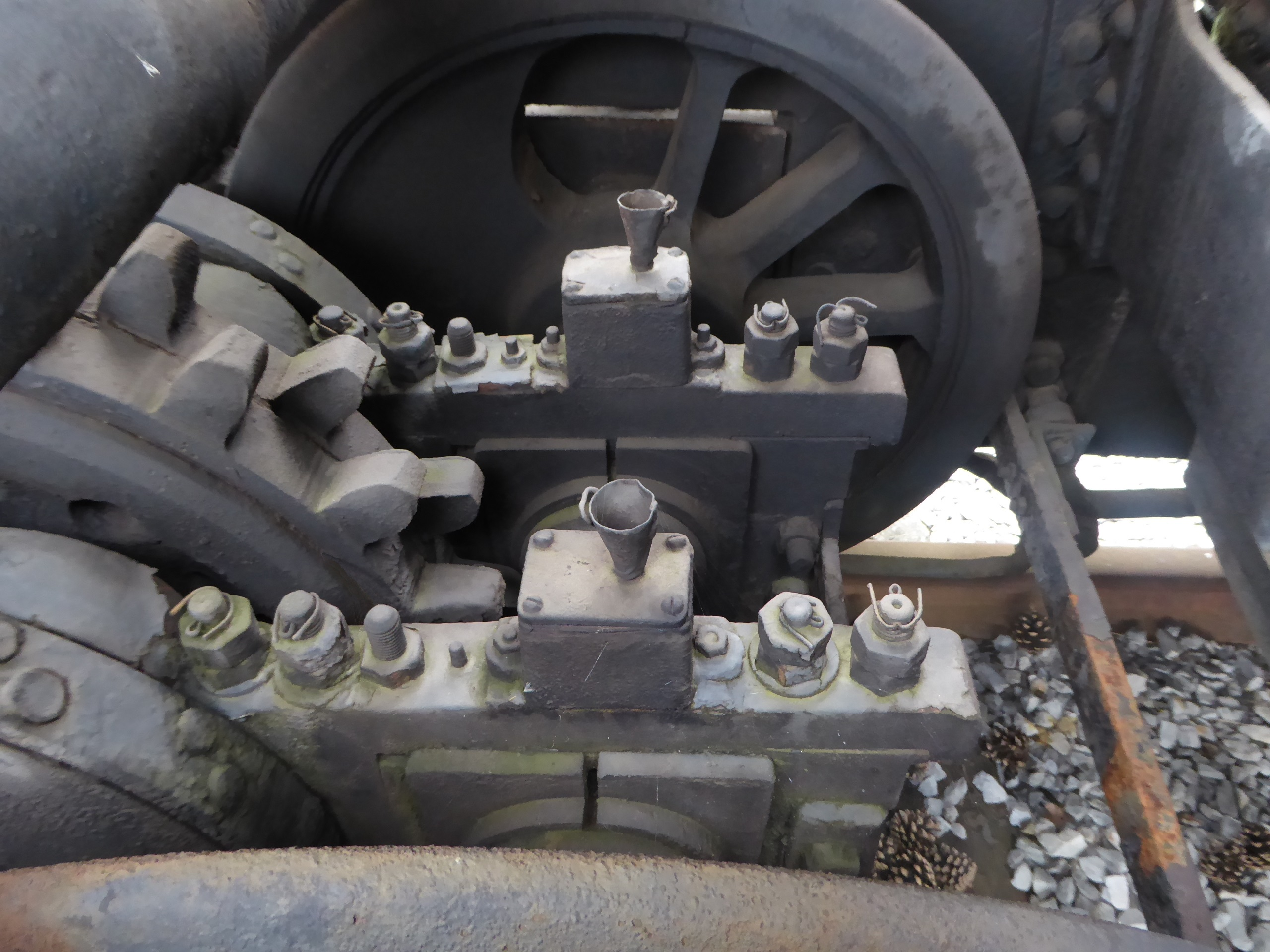
Lagerung des Zahnradwagens für die Triebzahnräder auf der hinteren Kuppelachse. Die beiden Trichter erleichtern das Ölen der Lager.
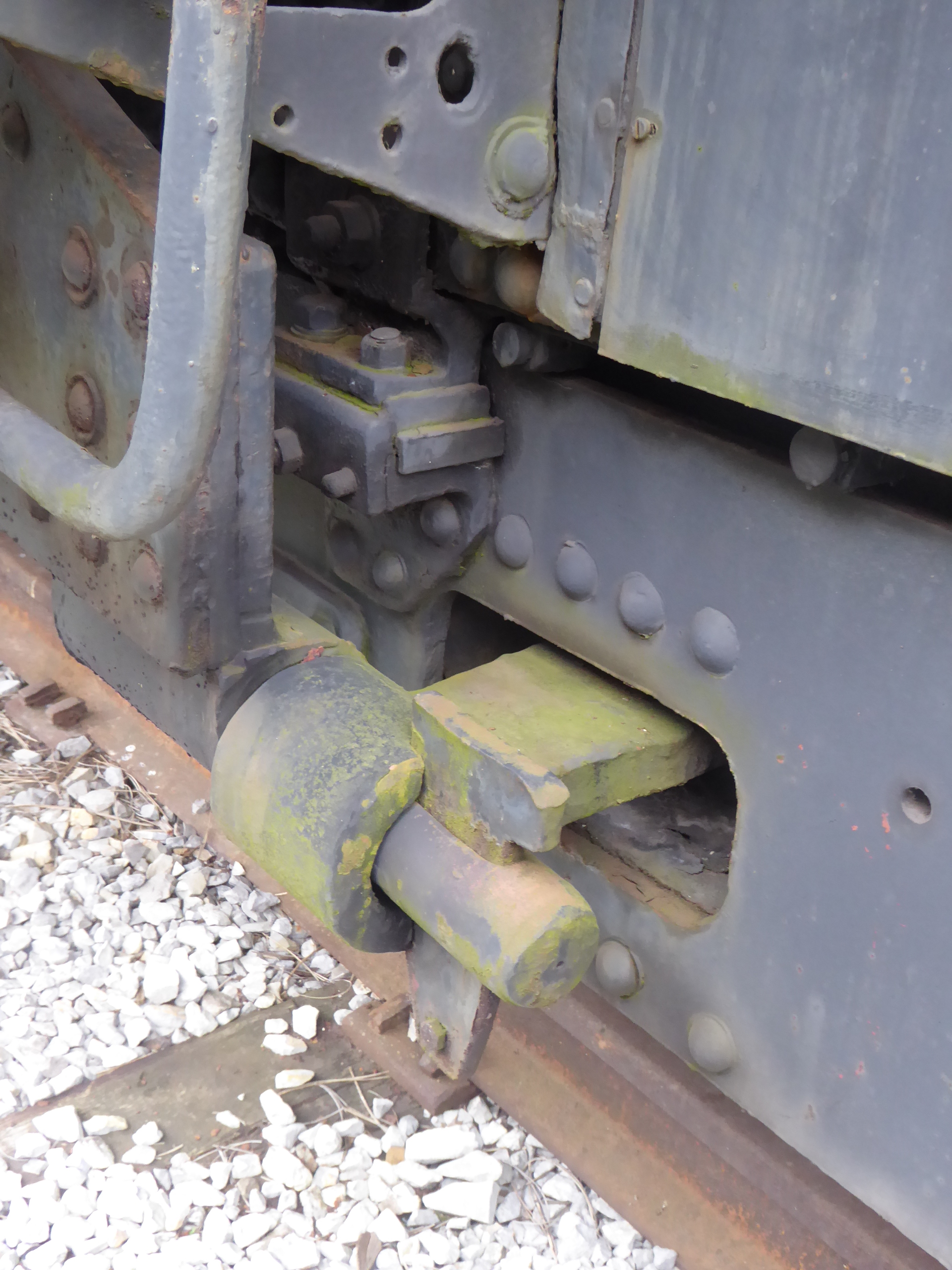
Verbindung des Stütztenders mit dem waagrecht drehbaren Querträger. Der Querträger ist im Unterschied zum Vorläufertyp IIIb4 hinter dem Stehkessel angeordnet. Durch das Lösen des Keils lässt sich der Stütztender von der Lokomotive abtrennen.
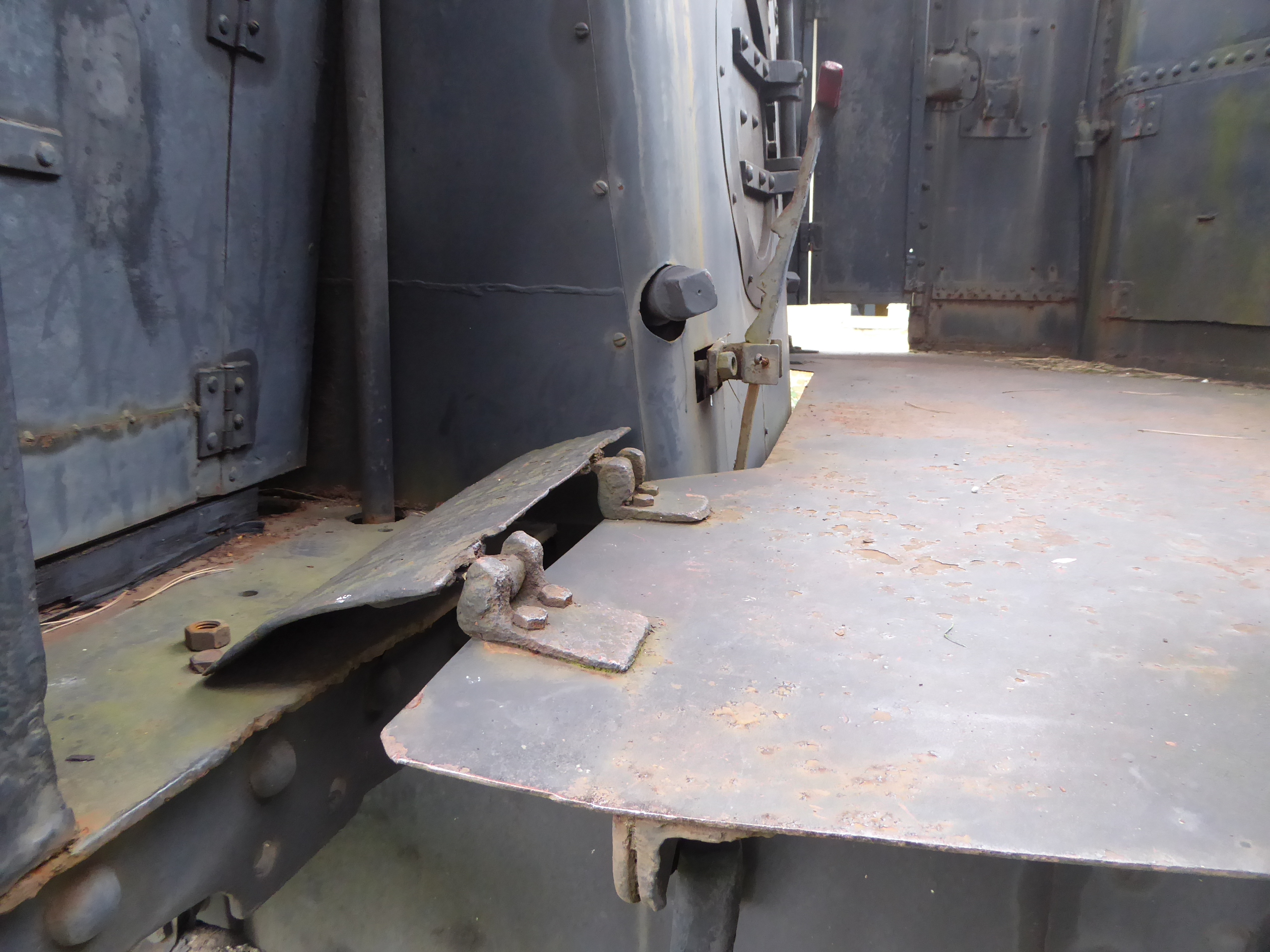
Die zum Teil beweglichen Bodenbleche ermöglichen die Drehbewegungen des Stütztenders.
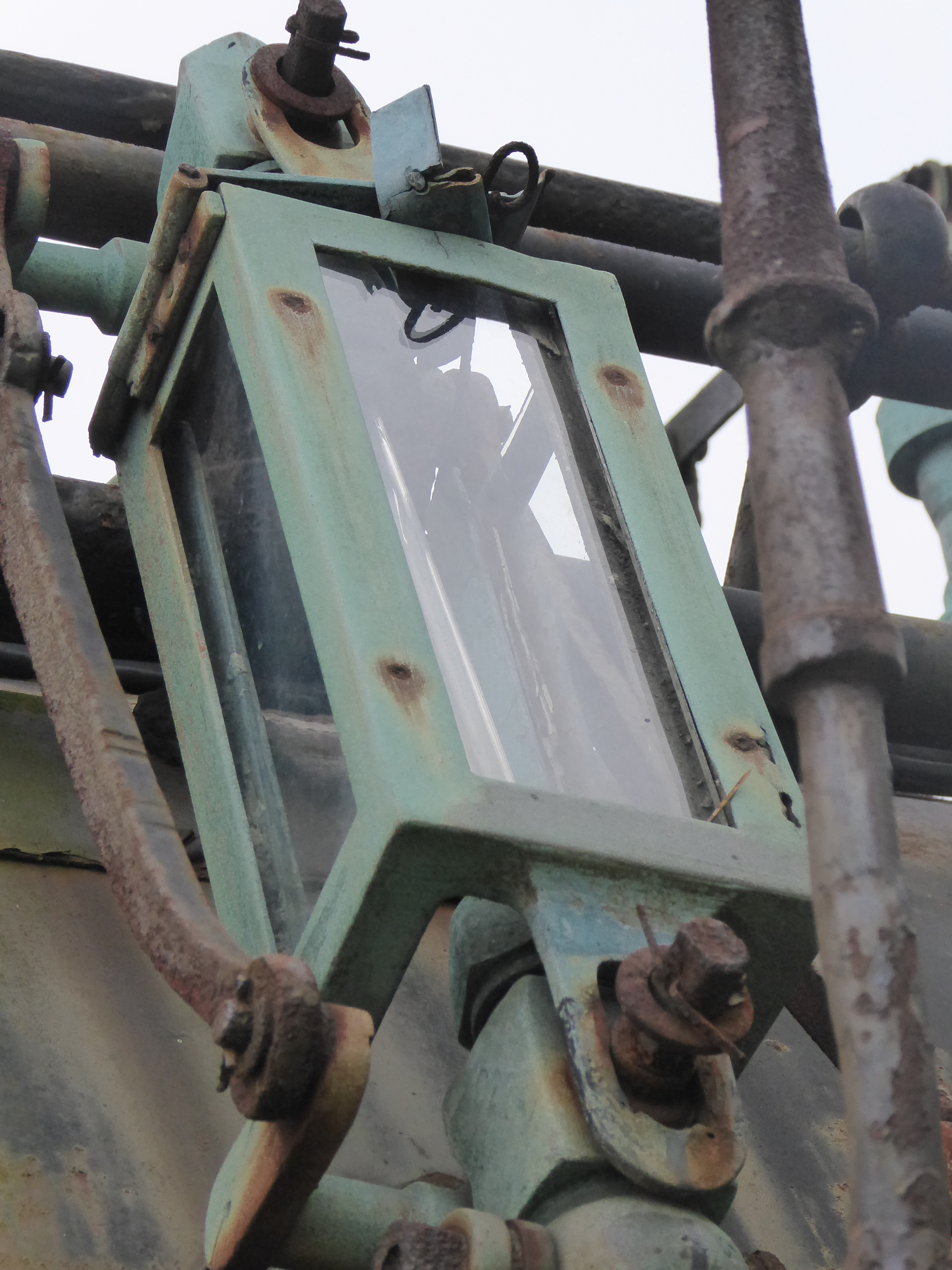
Die beiden Wasserstandsgläser sind wegen der wechselnden Neigungsverhältnisse ungefähr in der Mitte am Langkessel angebracht. Ihre Hähne können vom Führerstand aus bedient wurden.
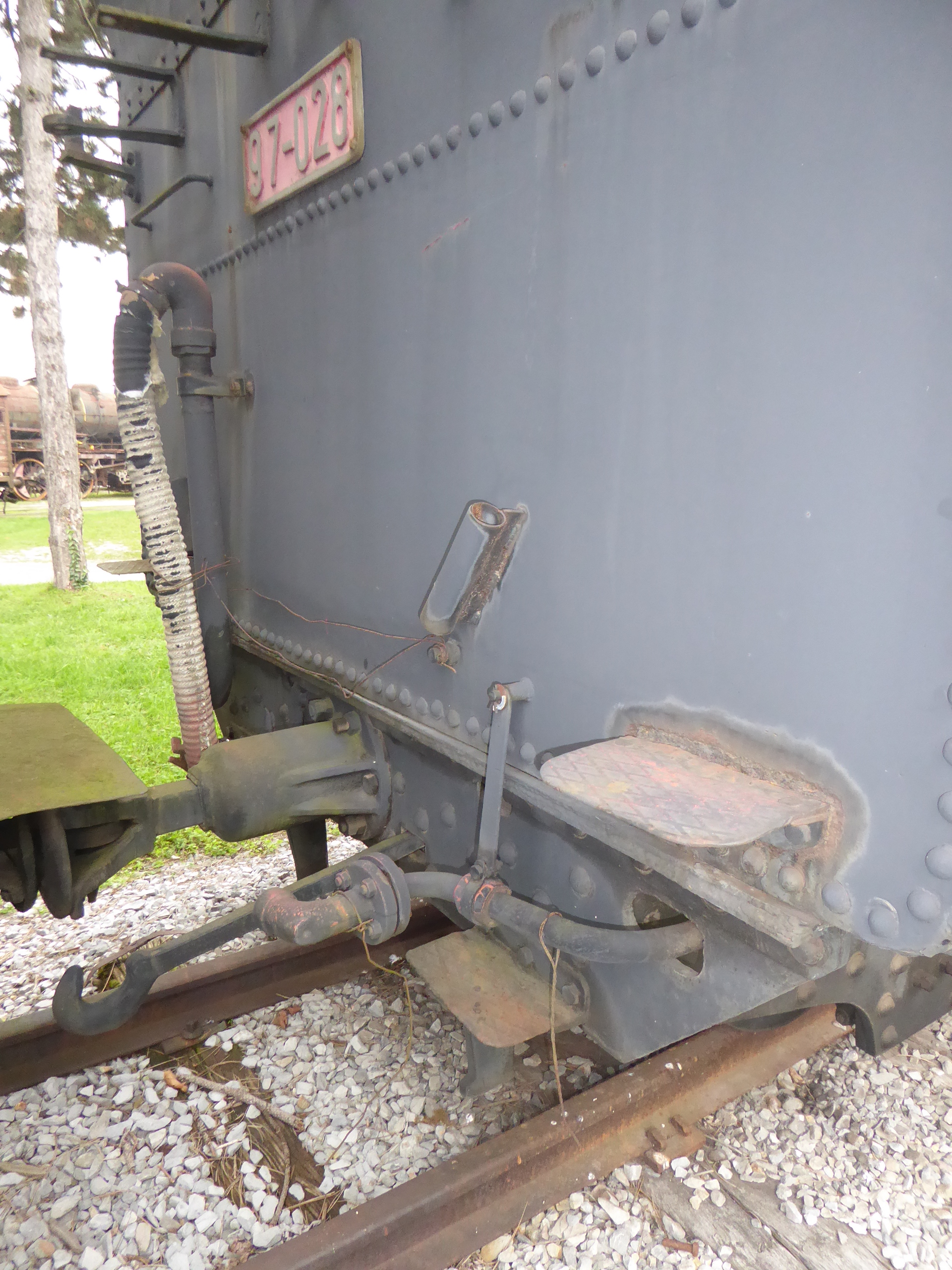
Rückseite des Stütztenders mit Anschluss für Vakuumbremse, Mittelpufferkupplung und Leitung der Dampfheizung (von links nach rechts)

## Erhaltene Exemplare

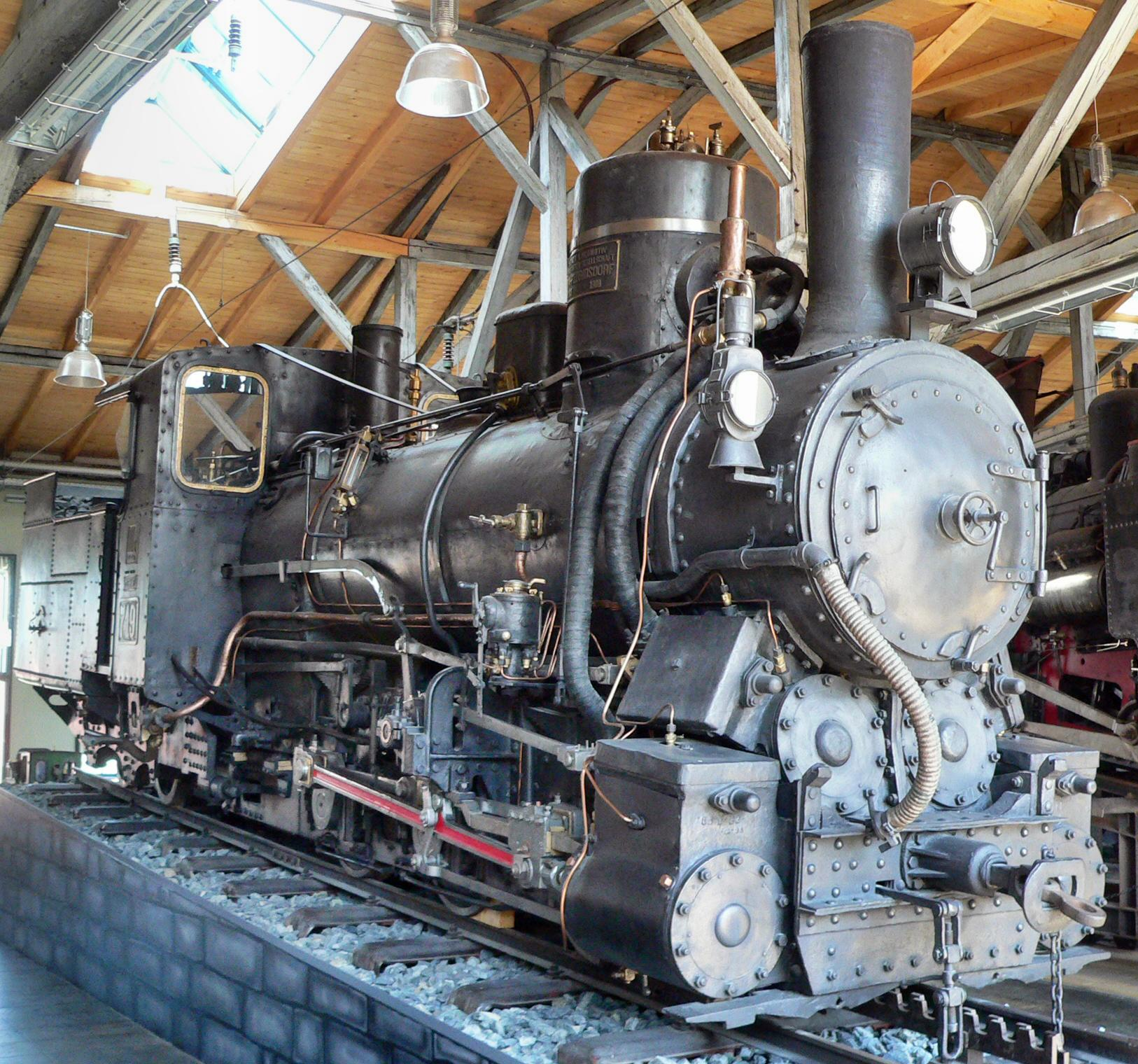
97-019 in der Lokwelt Freilassing in Bayern
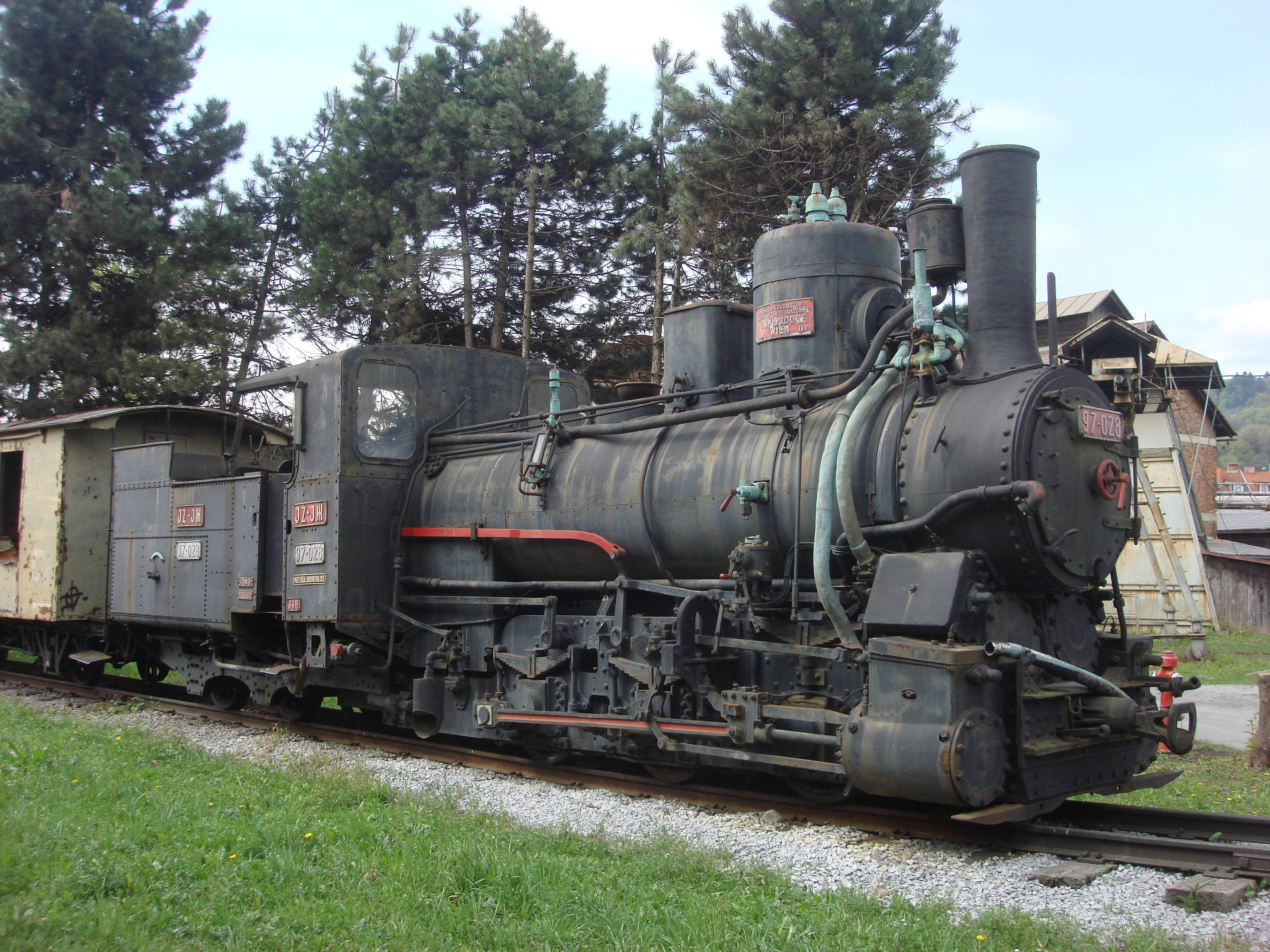
97-028 im Eisenbahnmuseum Ljubljana in Slowenien
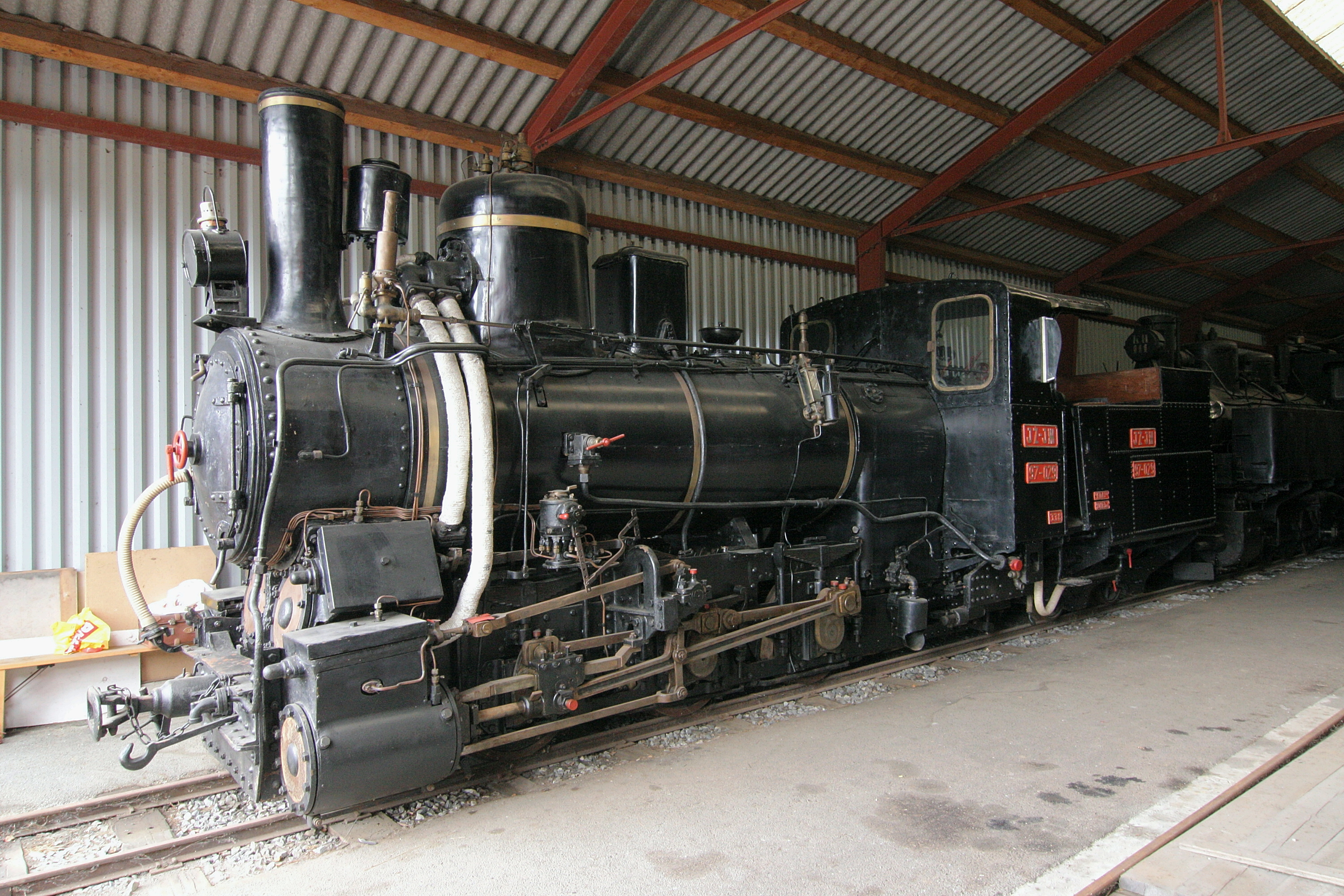
97-029 befindet sich beim Club 760 in Frojach in Österreich
97-036 steht als Denkmal in Travnik in Bosnien

## Lokomotivliste
Erhaltene Lokomotiven sind hervorgehoben
| Hersteller  | Fabriks- Nummer | Baujahr | BHStB-Nr. bis 1908 | BHLB-Nr. bis 1918 | SHS-Nr. bis 1933 | JDŽ-Nr. ab 1933 | ausgemustert | Verbleib                                    | Anmerkung |
| ----------- | --------------- | ------- | ------------------ | ----------------- | ---------------- | --------------- | ------------ | ------------------------------------------- | --------- |
| Floridsdorf | 913             | 1894    | IIIc5 701          | IIIc5 701         | IIIc5 701        | 97-001          |              |                                             |           |
| Floridsdorf | 914             | 1894    | IIIc5 702          | IIIc5 702         | IIIc5 702        | 97-002          |              |                                             |           |
| Floridsdorf | 957             | 1895    | IIIc5 703          | IIIc5 703         | IIIc5 703        | 97-003          |              |                                             |           |
| Floridsdorf | 958             | 1895    | IIIc5 704          | IIIc5 704         | IIIc5 704        | 97-004          |              |                                             |           |
| Floridsdorf | 1001            | 1896    | IIIc5 705          | IIIc5 705         | IIIc5 705        | 97-005          |              |                                             |           |
| Floridsdorf | 1033            | 1896    | IIIc5 706          | IIIc5 706         | IIIc5 706        | 97-006          |              |                                             |           |
| Floridsdorf | 1034            | 1896    | IIIc5 707          | IIIc5 707         | IIIc5 707        | 97-007          |              |                                             |           |
| Floridsdorf | 1335            | 1900    | IIIc5 708          | IIIc5 708         | IIIc5 708        | 97-008          |              |                                             |           |
| Floridsdorf | 1336            | 1900    | IIIc5 709          | IIIc5 709         | IIIc5 709        | 97-009          |              |                                             |           |
| Floridsdorf | 1342            | 1900    | IIIc5 710          | IIIc5 710         | IIIc5 710        | 97-010          |              |                                             |           |
| Floridsdorf | 1431            | 1900    | IIIc5 711          | IIIc5 711         | IIIc5 711        | 97-011          |              |                                             |           |
| Floridsdorf | 1432            | 1900    | IIIc5 712          | IIIc5 712         | IIIc5 712        | 97-012          |              |                                             |           |
| Floridsdorf | 1465            | 1901    | IIIc5 713          | IIIc5 713         | IIIc5 713        | 97-013          |              |                                             |           |
| Floridsdorf | 1466            | 1901    | IIIc5 714          | IIIc5 714         | IIIc5 714        | 97-014          |              |                                             |           |
| Floridsdorf | 1467            | 1901    | IIIc5 715          | IIIc5 715         | IIIc5 715        | 97-015          |              |                                             |           |
| Floridsdorf | 1562            | 1904    | IIIc5 716          | IIIc5 716         | IIIc5 716        | 97-016          | 1950         |                                             |           |
| Floridsdorf | 1563            | 1904    | IIIc5 717          | IIIc5 717         | IIIc5 717        | 97-017          | 1950         |                                             |           |
| Floridsdorf | 1802            | 1908    | IIIc5 718          | IIIc5 718         | IIIc5 718        | 97-018          |              |                                             |           |
| Floridsdorf | 1803            | 1908    | IIIc5 719          | IIIc5 719         | IIIc5 719        | 97-019          |              | Lokwelt Freilassing (Eig. Deutsches Museum) | Denkmal   |
| Floridsdorf | 1804            | 1908    | IIIc5 720          | IIIc5 720         | IIIc5 720        | 97-020          |              |                                             |           |
| Floridsdorf | 1805            | 1908    | IIIc5 721          | IIIc5 721         | IIIc5 721        | 97-021          |              |                                             |           |
| Floridsdorf | 2020            | 1911    |                    | IIIc5 722         | IIIc5 722        | 97-022          |              |                                             |           |
| Floridsdorf | 2021            | 1911    |                    | IIIc5 723         | IIIc5 723        | 97-023          | 1950         |                                             |           |
| Floridsdorf | 2087            | 1911    |                    | IIIc5 724         | IIIc5 724        | 97-024          |              |                                             |           |
| Floridsdorf | 2088            | 1912    |                    | IIIc5 725         | IIIc5 725        | 97-025          |              |                                             |           |
| Floridsdorf | 2147            | 1913    |                    | IIIc5 726         | IIIc5 726        | 97-026          | 1950         |                                             |           |
| Floridsdorf | 2148            | 1913    |                    | IIIc5 727         | IIIc5 727        | 97-027          |              |                                             |           |
| Floridsdorf | 2149            | 1913    |                    | IIIc5 728         | IIIc5 728        | 97-028          |              | Eisenbahnmuseum Ljubljana                   | Denkmal   |
| Floridsdorf | 2188            | 1914    |                    | IIIc5 729         | IIIc5 729        | 97-029          |              | Frojach (bei Club 760, Eig. TM Wien)        | Denkmal   |
| Floridsdorf | 2189            | 1914    |                    | IIIc5 730         | IIIc5 730        | 97-030          |              |                                             |           |
| Floridsdorf | 2252            | 1915    |                    | IIIc5 731         | IIIc5 731        | 97-031          |              |                                             |           |
| Floridsdorf | 2253            | 1915    |                    | IIIc5 732         | IIIc5 732        | 97-032          |              |                                             |           |
| Floridsdorf | 2254            | 1915    |                    | IIIc5 733         | IIIc5 733        | 97-033          |              |                                             |           |
| Floridsdorf | 2255            | 1915    |                    | IIIc5 734         | IIIc5 734        | 97-034          |              |                                             |           |
| Floridsdorf | 2555            | 1919    |                    |                   | IIIc5 735        | 97-035          |              |                                             |           |
| Floridsdorf | 2556            | 1919    |                    |                   | IIIc5 736        | 97-036          |              | Denkmal Travnik                             | Denkmal   |
| Floridsdorf | 2557            | 1919    |                    |                   | IIIc5 737        | 97-037          |              |                                             |           |
| Floridsdorf | 2558            | 1919    |                    |                   | IIIc5 738        | 97-038          |              |                                             |           |

| Bahngesellschaft                                      | Bahngesellschaft                              | Zeitraum      |
| ----------------------------------------------------- | --------------------------------------------- | ------------- |
| BHStB                                                 | Bosnisch-Herzegowinische Staatsbahn           | 1884 bis 1895 |
| BHStB                                                 | Bosnisch-Herzegowinische Staatsbahnen         | 1895 bis 1908 |
| BHLB                                                  | Bosnisch-Herzegowinische Landesbahnen         | 1908 bis 1918 |
| SHS                                                   | Železnice Kraljevine Srba, Hrvata i Slovenaca | 1918 bis 1929 |
| JDŽ                                                   | Jugoslovenske Državne Železnice               | 1929 bis 1954 |
| HDŽ                                                   | Hrvatske Državne Železnice                    | 1941 bis 1945 |
| JŽ                                                    | Jugoslovenske Železnice                       | 1954 bis 1991 |
| Die Umzeichnung von SHS auf JDŽ fand erst 1933 statt. |                                               |               |